# Gozmar III. (Ziegenhain)

Wappen der Grafen von Ziegenhain

Gozmar III. (* um 1130; † 26. Juli 1184 in Erfurt) war von 1168 bis 1184 Graf von Ziegenhain in Nordhessen. Er war Sohn und Nachfolger des Grafen Gottfried I. von Ziegenhain. Gozmar und sein Schwager Friedrich I.
Graf von Kirchberg starben, mit einer Reihe von anderen Grafen und edlen Herren, beim Erfurter Latrinensturz.

## Todessturz
Im Juli 1184 hielt der König und spätere Kaiser Heinrich VI. in Erfurt Hof. Zwischen Erzbischof Konrad I. von Mainz und dem Landgrafen Ludwig III. von Thüringen gab es schweren Streit, und Heinrich saß am 26. Juli mit großem Gefolge zu Rat, um eine Schlichtung herbeizuführen. Dies geschah im Obergeschoss der Propstei des Doms. Der alte Fußboden brach unter der Last der vielen Menschen plötzlich zusammen. Dabei stürzten eine erhebliche Anzahl der Anwesenden mit diesem in die Tiefe. Da auch der Boden des ersten Geschosses diesem Gewicht nicht standhielt, stürzten sie weiter nach unten. Viele fanden dabei den Tod, ein Teil durch den Sturz in die darunterliegende Abtrittsgrube, andere durch nachstürzende Balken und Steine. Zeitgenössische Quellen sprechen von etwa 60 Toten. Unter ihnen war Gozmar von Ziegenhain.  Die Chronik von St. Peter in Erfurt berichtet dazu:
„König Heinrich kam auf dem Zuge gegen Polen nach Erfurt und fand daselbst Cunrad von Mainz in heftigem Streit mit dem Landgrafen Lodewig ob des dem Bisthum zugefügten Schadens. Als er, bemüht den Frieden zwischen denselben herzustellen, von Vielen umgeben in einer Oberstube zu Rath saß, brach plötzlich das Gebäude zusammen und Viele stürzten in die darunter befindliche Abtrittsgrube, deren einige mit Mühe gerettet wurden, während andere im Morast erstickten. Daselbst starben: Friderich, Graf von Abinberc, Heinrich, ein Graf aus Thüringen, Gozmar, ein hessischer Graf, Friderich, Graf von Kirchberg, Burchard von Wartburg und Andere geringeren Namens am 26. Juli eines kläglichen Todes.“

## Nachfolge
Gozmars Tochter und Erbin Liutgard von Ziegenhain (auch als Lukardis beurkundet) heiratete im Jahre 1185 Friedrich von Thüringen, den dritten Sohn des Landgrafen Ludwig II., der dadurch die Herrschaft Wildungen erbte, im Jahre 1186 auch als Graf von Ziegenhain und Wegebach bestätigt wurde und schließlich 1229 auch Domvogt von Fulda wurde.